# Myrmecophilus mauritanicus
Myrmecophilus mauritanicus is een rechtvleugelig insect uit de familie mierenkrekels (Myrmecophilidae). De wetenschappelijke naam van deze soort is voor het eerst geldig gepubliceerd in 1849 door Lucas.